# Eukrohnia bathypelagica
Eukrohnia bathypelagica är en djurart som tillhör fylumet pilmaskar, och som beskrevs av Alvarino 1962. Eukrohnia bathypelagica ingår i släktet Eukrohnia och familjen Eukrohniidae. Arten är reproducerande i Sverige. Inga underarter finns listade i Catalogue of Life.